# Sons a Witches
«Sons a Witches» es el sexto episodio de la vigesimoprimera temporada de la serie de televisión animada estadounidense South Park. El episodio 283 de la serie se emitió originalmente en Comedy Central en los Estados Unidos el 25 de octubre de 2017. Los críticos vieron el episodio como una parodia de la hipocresía en torno a las acusaciones de abuso sexual de Harvey Weinstein. Recibió opiniones mixtas a positivas de los críticos.

## Argumento
Gerald Broflovski, Randy Marsh y sus amigos varones celebran la primera noche de la Semana de las Brujas reuniéndose en un parque en la cima de una colina llamado Sentinel Hill vestidos como brujas para una fiesta en la que bailan en círculo alrededor de una fogata, se emborrachan y fuman crack. Mientras tanto, Eric Cartman, estudiante de cuarto grado, espera impacientemente a que su novia, Heidi Turner, termine de prepararse para un carnaval de calabazas. Cuando llegan allí, muchas de las atracciones ya han cerrado, para irritación de Cartman.
Chip Duncan, uno de los hombres en la fiesta de la Semana de las Brujas, lee un libro de hechizos de Salem, Massachusetts y se transforma en una verdadera bruja. Vuela en una escoba, secuestra a algunos niños y ataca South Park con bombas de calabaza en llamas, incendiando el carnaval. Los patrones del carnaval, incluidos Cartman y Heidi, se ven obligados a huir, ante la protesta de Cartman, quien no pudo disfrutar de ninguna de las atracciones. Al día siguiente, Sharon, la esposa de Randy, lo confronta sobre la noticia del comportamiento de Duncan, pero Randy insiste en que él y sus amigos no son como Duncan, a quien califica de «bruja mala».
En la escuela, los niños de cuarto grado, incluidos los hijos de Gerald y Randy, Kyle Broflovski y Stan Marsh, hablan sobre la bruja, que suponen que es una mujer. Temiendo que sus padres les prohíban pedir dulces, deciden que deben hacer algo, pero Cartman, todavía enojado por la noche anterior, solo puede mirar amenazadoramente a Heidi al otro lado de la habitación, y cuando le dicen que «tenemos que hacer algo para deshacernos de ella», acepta, pensando que están hablando sobre Heidi. Cuando Sharon expresa su desaprobación por la partida de Randy para el día 2 de la Semana de las Brujas, a la luz de que Chip Duncan anda suelto, Randy se niega a abandonar una tradición de décadas debido a una bruja mala. Cuando Randy y sus amigos descubren que Sentinel Hill ha sido cerrado al público, esto confirma su percepción de que están siendo perseguidos por las acciones de Duncan de una manera similar a una caza de brujas, aunque el hecho de evitar ese término se repite como un chiste recurrente a través del episodio.
Mientras Chip Duncan continúa atacando la ciudad y secuestrando niños, Kyle, Stan, Kenny McCormick y Butters Stotch se reúnen en la casa de Kyle para investigar cómo matar brujas. Cartman llega y en su lugar propone un plan para deshacerse de Heidi, y cuando Kyle y los demás se niegan, Cartman sale furioso. Al día siguiente, en una asamblea escolar, Randy y sus amigos vestidos de brujas presentaron un número musical destinado a transmitir el mensaje de servicio público de que no todas las brujas secuestran niños, sino sólo la mala. Si bien Stan y Kyle no están impresionados con este mensaje, inspira a Cartman a invitar a Heidi a una fiesta de disfraces de Halloween como parte de un plan para deshacerse de ella. Esa noche, la lleva por un sendero oscuro y arbolado, donde la deja para que la confronte Chip Duncan, quien la secuestra. Cuando Stan y Kyle descubren que Chip Duncan era parte del mismo club de brujas que sus padres y que todos están desaparecidos, contactan al único miembro del club que ha estado ausente de la ciudad: el presidente Garrison.
Stephen Stotch, compañero del club de Randy, intenta convencerlo de que confiese públicamente su consumo de crack y los hechizos que, según él, le colocaron a sus esposas. Randy le pide que espere hasta la mañana siguiente para hacer esto, un retraso que le permite a Randy contactar a los demás para sacrificar a Stephen al diablo. Stephen es atraído a un estacionamiento de Ross Dress for Less, donde lo acusan públicamente frente a los compradores y la policía de ser el brujo malo, pero Chip desciende ante ellos en su escoba. Él revela que está usando una cartera mágica para llevar a los niños y planea usar sus almas para aumentar su poder. El presidente Garrison llega en el Air Force One y Chip es incinerado con un láser disparado contra él desde un satélite orbital. La policía libera a todos los niños de la bolsa excepto a Heidi, que no está completamente lista y le dice a la policía que lo estará en breve. Alegrándose de que Chip ya esté muerto, Garrison y las brujas se van a disfrutar el resto de la fiesta de la Semana de las Brujas, pero Cartman vuelve a sentirse miserable cuando la procrastinación de Heidi retrasa su pedido de dulces.

## Recepción
Jesse Schedeen del sitio web IGN calificó al episodio un 8,3 de 10, comentó que «South Park continúa estableciendo la fórmula ganadora esta temporada, centrándose en historias más independientes que aún se extraen de los titulares actuales de manera lógica. “Sons a Witches” funciona como un comentario sobre el escándalo de Harvey Weinstein entre consecuencias y diversión, una simple historia de Randy y sus amigos siendo estúpidos».
Jeremy Lambert del sitio web 411 Mania calificó el episodio con un 8,2 sobre 10, comentó que «“Sons a Witches” se basa en lo que ha sido, en mi opinión, una temporada fuerte para el programa. Tenía una historia oportuna pasado como una historia de hoja perenne, un par de escenas clásicas, y un montón de bromas que aterrizaron».
Charles Bramesco de Vulture fue muy crítico con este episodio y lo calificó con sólo una de 5 estrellas, mencionando que «Lo único que South Park no hará es tomar partido, aislándose de las críticas y escondiéndose detrás de la línea de “delincuentes de igualdad de oportunidades”. Mientras algunos lloran que esto no es normal, Trey Parker y Matt Stone solo pueden encogerse de hombros y responder que las cosas siempre han sido un desastre. Lo de siempre».
Dan Caffrey de The A.V. Club calificó al episodio con una B+, mencionando que «“Sons a Witches” llama al tipo de hipocresía autoproclamada, las personas que se ven por sí mismas como diferentes Harvey Weinstein del mundo, cuando en realidad se han aprovechado del mismo desequilibrio de poder bruto en Hollywood y en otros lugares. Si bien cargarse y fumar crack en el bosque puede ser una metáfora crasa de la naturaleza sistemática de la masculinidad tóxica, encaja perfectamente en el timón del simbolismo de South Park».
David Crow del sitio web Den of Geek calificó al episodio con tres estrellas y media de 5, mencionó que «El episodio es mejor y más efectivo al enfocarse en la cultura tóxica de la masculinidad que se incluye, pero se extiende mucho más allá de Trump. Y después de todo, ¿No es Trump el chico del póster de una bruja que se sale con la suya con un comportamiento repugnante?».